# شهرستان پیوتی (یوتا)
شهرستان پیوتی، یوتا یکی از شهرستان‌های ایالت یوتا است. مرکز پیوتی، شهر جانکشن بوده و بر طبق سرشماری‌های سال ۲۰۱۰، جمعیتش ۱.۵۵۶ نفر می‌باشد. همچنین مساحت این شهرستان نیز ۱.۹۸۰ کیلومترمربع برآورد شده.

## پیوند
- وب‌گاه